# Yukikoa masatakai
Yukikoa masatakai là một loài bọ cánh cứng trong họ Cantharidae. Loài này được Takahashi miêu tả khoa học năm 2003.